# Otto III. (Schaumburg)
Otto III. von Holstein-Pinneberg (* 1426; † 1510) war regierender Graf von Holstein-Pinneberg.
Er war der dritte Sohn von Otto II. von Holstein-Pinneberg und Elisabeth von Hohnstein.
Er regierte Holstein-Pinneberg und die Stammgrafschaft Schauenburg nach dem Tod seiner beiden ältesten Brüder Adolf X. und Erich  von 1492 bis 1498 zusammen mit seinem jüngeren Bruder Anton. 1498 teilten die Brüder die Herrschaft auf. Otto erhielt Holstein-Pinneberg und residierte danach auch als einziger Graf von Holstein-Pinneberg ständig in Pinneberg und Anton erhielt die Grafschaft Schauenburg (Schaumburg), die er dann gemeinsam mit seinem jüngsten Bruder Johann IV. regierte. Diese beiden residierten in Stadthagen.
Otto blieb unverheiratet und starb 1510. Anton und Johann folgten ihm auch als Grafen von Holstein-Pinneberg, so dass die Grafschaft wieder vereint war.